# Полювання (фільм, 2012)
«Полювання» (дан. Jagten) — данський драматичний фільм режисера Томаса Вінтерберга (також був сценаристом і продюсером), що вийшов 2012 року. У головних ролях Мадс Міккельсен, Сусе Волд, Томас Бо Ларсен.
Продюсерами також були Сіссе Граум Йоргенсен і Мортен Кауфман. Вперше фільм продемонстрували 20 травня 2012 року у Франції на Каннському кінофестивалі. В Україні фільм у кінопрокаті не демонструвався. На 1 березня 2024 року фільм займав 96-ту позицію у списку 250 кращих фільмів за версією IMDb.
Український переклад зробила студія Цікава ідея на замовлення Гуртом..

## Сюжет
Лукас, 40-річний колишній шкільний вчитель, що після розлучення почав інше життя — знайшов нову роботу, подругу, отримує хороші звістки від свого сина Маркуса. Однак все руйнується. Напередодні Різдва Лукаса звинувачують у розбещуванні дівчинки Клари, доньки його найкращого друга.

## У ролях
| Актор               | Персонаж             | Роль                      |
| ------------------- | -------------------- | ------------------------- |
| Мадс Міккельсен     | Лукас (дан. Lucas)   | колишній шкільний вчитель |
| Сусе Волд           | Грете (дан. Grethe)  |                           |
| Томас Бо Ларсен     | Тео (дан. Theo)      | друг Лукаса               |
| Ларс Ранте          | Бруун (дан. Bruun)   |                           |
| Анне Луізе Гасінг   | Агнес (дан. Agnes)   |                           |
| Б'ярне Генріксен    | Оле (дан. Ole)       |                           |
| Анніка Веддеркопп   | Клара (дан. Klara)   | донька Тео                |
| Ласе Фогельстрьом   | Маркус (дан. Marcus) | син Лукаса                |
| Александра Рапапорт | Надья (дан. Nadja)   | нова подруга Лукаса       |

## Сприйняття

### Критика
Фільм отримав загалом позитивні відгуки: Rotten Tomatoes дав оцінку 91 % на основі 44 відгуків від критиків (середня оцінка 7,8/10) і 95 % від глядачів (2,227 голосів), Internet Movie Database — 8,2/10 (18 361 голос).

### Нагороди і номінації[8]
| Рік  | Нагорода                                 | Категорія                                 | Номінант                                                | Результат  |
| ---- | ---------------------------------------- | ----------------------------------------- | ------------------------------------------------------- | ---------- |
| 2012 | Премія британського незалежного кіно     | Найкращий іноземний незалежний фільм      | фільм                                                   | Перемога   |
| 2012 | Каннський кінофестиваль                  | Найкраща чоловіча роль                    | Мадс Міккельсен                                         | Перемога   |
| 2012 | Каннський кінофестиваль                  | Приз журі                                 | Томас Вінтерберг                                        | Перемога   |
| 2012 | Каннський кінофестиваль                  | Приз «Вюлькан»                            | Шарлотта Бруус Крістенсен                               | Перемога   |
| 2012 | Каннський кінофестиваль                  | Золота пальмова гілка                     | Томас Вінтерберг                                        | Номінація  |
| 2012 | Європейський кіноприз                    | Найкращий сценарій                        | Тобіас Ліндголм, Томас Вінтерберг                       | Перемога   |
| 2012 | Європейський кіноприз                    | Найкращий актор                           | Мадс Міккельсен                                         | Номінація  |
| 2012 | Європейський кіноприз                    | Найкращий режисер                         | Томас Вінтерберг                                        | Номінація  |
| 2012 | Європейський кіноприз                    | Найкращий монтаж                          | Янус Біллесков Янсен, Анне Устеруд                      | Номінація  |
| 2012 | Європейський кіноприз                    | Європейський фільм                        | Мортен Кауфман, Томас Вінтерберг, Сіссе Граум Йоргенсен | Номінація  |
| 2012 | Гентський міжнародний кінофестиваль      | Найкращий фільм                           | Томас Вінтерберг                                        | Перемога   |
| 2012 | Гентський міжнародний кінофестиваль      | Нагорода канваської публіки               | Томас Вінтерберг                                        | Перемога   |
| 2012 | Vancouver International Film Festival    | Нагорода Приз глядацьких симпатій Роджера | Томас Вінтерберг                                        | Перемога   |
| 2013 | Премія БАФТА у кіно                      | Найкращий неангломовний фільм             | Сіссе Граум Йоргенсен, Мортен Кауфман, Томас Вінтерберг | Номінація  |
| 2013 | London Critics Circle Film Awards        | Актор року                                | Мадс Міккельсен                                         | Номінація  |
| 2013 | Palm Springs International Film Festival | Найкращий оповідний фільм                 | Томас Вінтерберг                                        | 2-ге місце |
| 2013 | Zulu Awards                              | Найкращий актор                           | Мадс Міккельсен                                         | Перемога   |
| 2013 | Zulu Awards                              | Найкращий фільм                           | Томас Вінтерберг                                        | Номінація  |